# نانسي مايرز
نانسي مايرز (بالإنجليزية: Nancy Meyers)‏ (من مواليد 8 ديسمبر 1949 في ولاية بنسلفانيا في الولايات المتحدة الأمريكية) هي كاتبة ومخرجة ومنتجة أفلام أمريكية حائزة على ترشيح واحد لجائزة الاوسكار.
تولت إخراج في مسيرتها السينمائية عدّة أفلام ناجحة، منها ذي بارينت تراب عام 1998، بطولة كل من ليندسي لوهان ودينيس كويد، ما تريده النساء، بطولة ميل غيبسون، ثم شيء يجب أن تمنحه عام 2003 والذي كان من بطولة النجم جاك نيكلسون، وأتبعته في 2006 بفيلم عطلة الذي كان من بطولة نخبة من النجوم من أبرزهم كاميرون دياز، كيت وينسليت، جود لو وجاك بلاك، وفي 2009 أخرجت فيلم الكوميديا الرومانسية الوضع معقد بطولة النجمة «الأوسكارية» المخضرمة ميريل ستريب والنجم أليك بالدوين، ثمّ مؤخراً فيلم المتدرب 2015، من بطولة روبرت دي نيرو وآن هاثاواي.

## وصلات خارجية
- نانسي مايرز على موقع IMDb (الإنجليزية)
- نانسي مايرز على موقع الموسوعة البريطانية (الإنجليزية)
- نانسي مايرز على موقع روتن توميتوز (الإنجليزية)
- نانسي مايرز على موقع ألو سيني (الفرنسية)
- نانسي مايرز على موقع ميوزك برينز (الإنجليزية)
- نانسي مايرز على موقع تيرنر كلاسيك موفيز (الإنجليزية)
- نانسي مايرز على موقع أول موفي (الإنجليزية)
- نانسي مايرز على موقع بوكس أوفيس موجو (الإنجليزية)
- نانسي مايرز على موقع قاعدة بيانات الأفلام السويدية (السويدية)
- نانسي مايرز على موقع إن إن دي بي (الإنجليزية)